# Vlag van Darién

Vlag van Darién

De vlag van Darién is de vlag van de Panamese provincie Darién. Het is niet bekend wanneer deze vlag officieel als provincievlag is ingesteld, en het is ook niet bekend wie het ontwerper van de vlag is. Het is diagonaal verdeeld in twee vlakken, een blauwe en een groene, met vier sterren in het midden, die een halve cirkel vormen.
De blauwe vlak vertegenwoordigt Darien in zijn geheel, zijn bodem, zijn inwoners, landbouw en gewassen, de vruchtbaarheid van zijn land en het harde werk dat arbeiders verrichten om de ontwikkeling van deze provincie in stand te houden. Het symboliseert ook de Grote Oceaan en haar hydrografische bekkens.
De groene vlak staat voor de bossen en jungles die in de hele provincie Darién te vinden zijn. De groene kleur bevindt zich als teken van het Nationaal Park Darién, met buitengewone bossen en toeristische trekpleisters waar mensen kunt genieten van een magische ervaring.